# Max Littmann

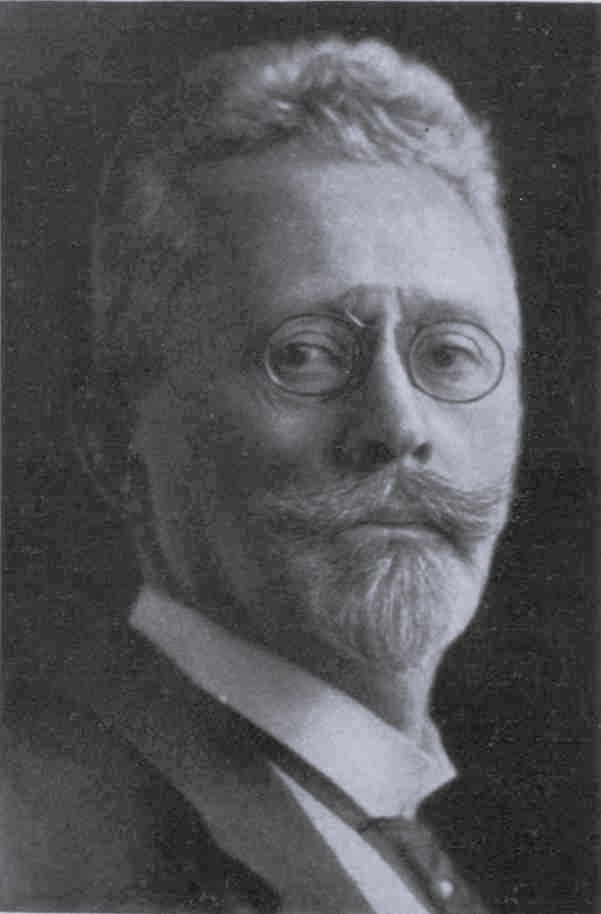
Max Littmann (1912)

Bernhard Max Littmann (* 3. Januar 1862 in Schloßchemnitz; † 20. September 1931 in München) war ein deutscher Architekt. Er gilt als bedeutendster Reformer des Theaterbaus in Deutschland.

## Leben

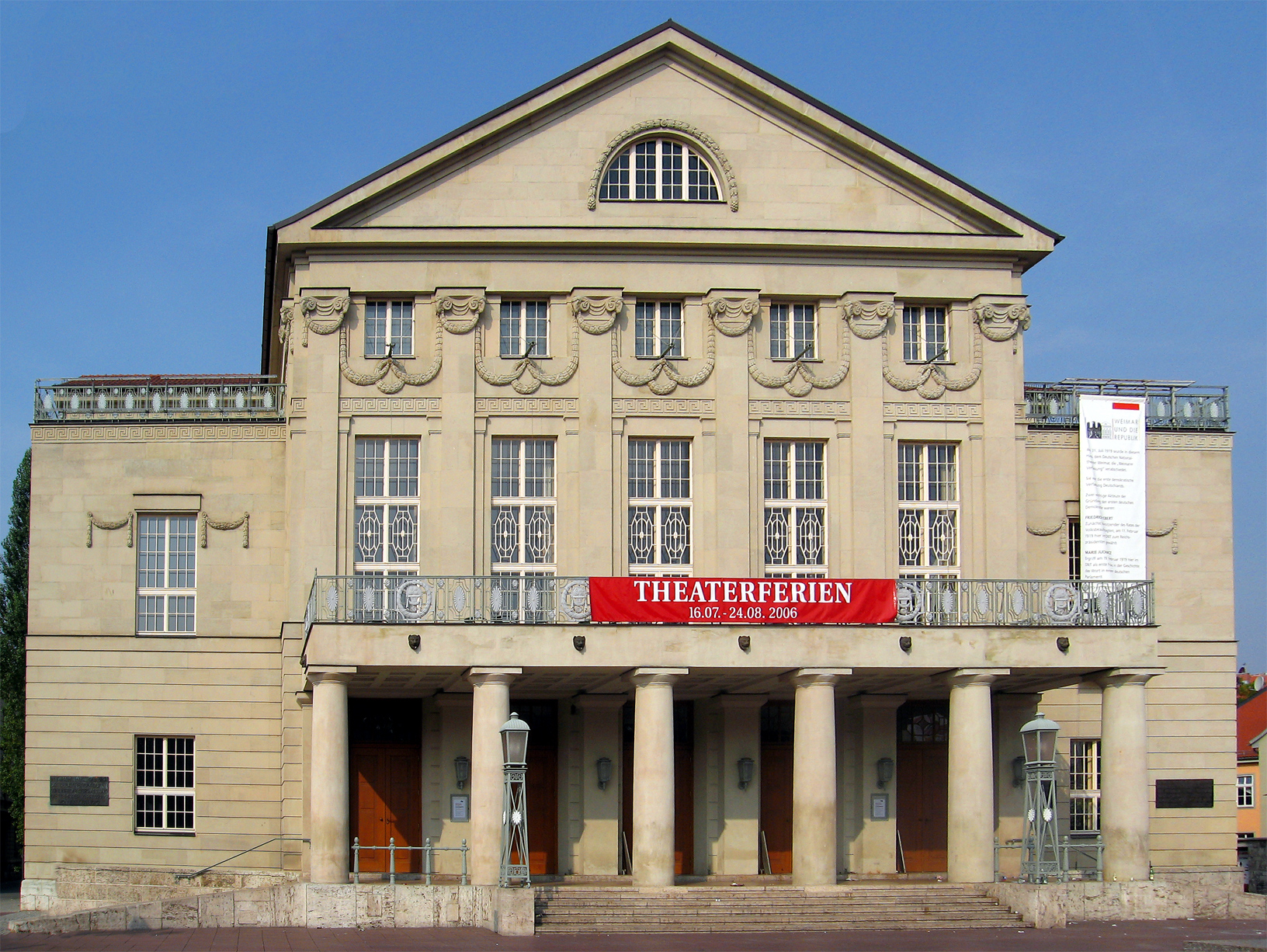
Nationaltheater Weimar (1908)

Max Littmann kam als Sohn des Kaufmanns Johann Bernhard Littmann und dessen Ehefrau Hulda Emilie, geb. Heurig, zur Welt. In Chemnitz, wo sein Vater ein Eisenwarengeschäft eröffnet hatte, machte Littmann eine Maurerlehre und wurde Schüler an der Gewerbeakademie Chemnitz (1878–1882). Von 1883 bis 1885 studierte er Architektur in Dresden am Königlich-Sächsischen Polytechnikum. Er siedelte 1885 nach München über, wo er Friedrich Thiersch und Gabriel von Seidl kennenlernte und sich nach Studienreisen nach Italien und Paris 1888 als freischaffender Architekt niederließ.
Zunächst betrieb Littmann ein Architekturbüro zusammen mit seinem Studienkollegen Albin Lincke. Im Jahr 1891 heiratete er Ida Heilmann, die Tochter des Bauunternehmers Jakob Heilmann. Die zwei Söhne des Ehepaares starben bereits im Kindesalter, ebenso die drei Kinder von Littmanns einziger Tochter Gertrude. Von 1891 bis 1908 war Littmann Teilhaber im Baugeschäft seines Schwiegervaters Jakob Heilmann, der Heilmann & Littmann oHG (später GmbH) mit dem Arbeitsschwerpunkt des Entwurfs. Er trat nun vor allem durch die Erstellung von repräsentativen Bauten wie Theatern, Warenhäusern und Kurhäusern hervor und ergänzte dadurch sich mit seinem auf Wohnungs- und Hausbau spezialisierten Schwiegervater gut.
Littmann reformierte den Theaterbau; seine Theater waren weniger Hof- oder Stände- als Bürgertheater. So organisierte er den Zuschauerraum amphitheatralisch unter Reduktion oder Weglassung der Logen, um allen Theaterbesuchern einen guten Blick auf die Bühne zu ermöglichen. Im Hoftheater Weimar (1906/08) baute er erstmals ein Variables Proszenium ein, welches u. a. die Möglichkeit der Überdeckelung oder Öffnung des Orchestergrabens einschloss. Damit konnte ein Theater Littmanns auf die verschiedenen Anforderungen von Schauspiel und Oper reagieren. Sein Hauptwerk sind die Hoftheater in Stuttgart, eine Zweihausanlage, die aus einem großen Haus für die Oper (noch heute von der Staatsoper Stuttgart genutzt) und einem kleinen, im Zweiten Weltkrieg zerstörten Haus für das Schauspiel bestand. Stilistisch sind Littmanns Bauten dem Neoklassizismus zuzurechnen. Bei seinen Entwürfen für das Kaufhaus Roman Mayr in München von 1905 beispielsweise experimentierte Littmann nicht nur mit verschiedenen epochetypischen Gestaltungselementen, sondern vor allem mit sehr unterschiedlichen Konzepten für die Fassadengliederung.
1934 wurde Littmann in die Encyclopaedia Judaica aufgenommen. Biographen fanden jedoch keine jüdische Abstammung. Recherchen im Stadtarchiv Chemnitz zeigen seine Vorfahren bis 1760 als evangelische Familie in Oschatz (Sachsen). Sie sollen vor 1750 in der Stadt Bojanowo der evangelischen Minderheit Polens angehört haben. Franz Menges nimmt hingegen an, dass sein Vater ein assimilierter Jude war, der sich Mitte des 19. Jahrhunderts lutherisch hatte taufen lassen. Littmann selbst interessierte sich demnach nicht für religiöse Fragen.
Sein Nachlass gelangte nach seinem Tod an das Architekturmuseum der Technischen Universität München und an das Deutsche Theatermuseum.

## Werk

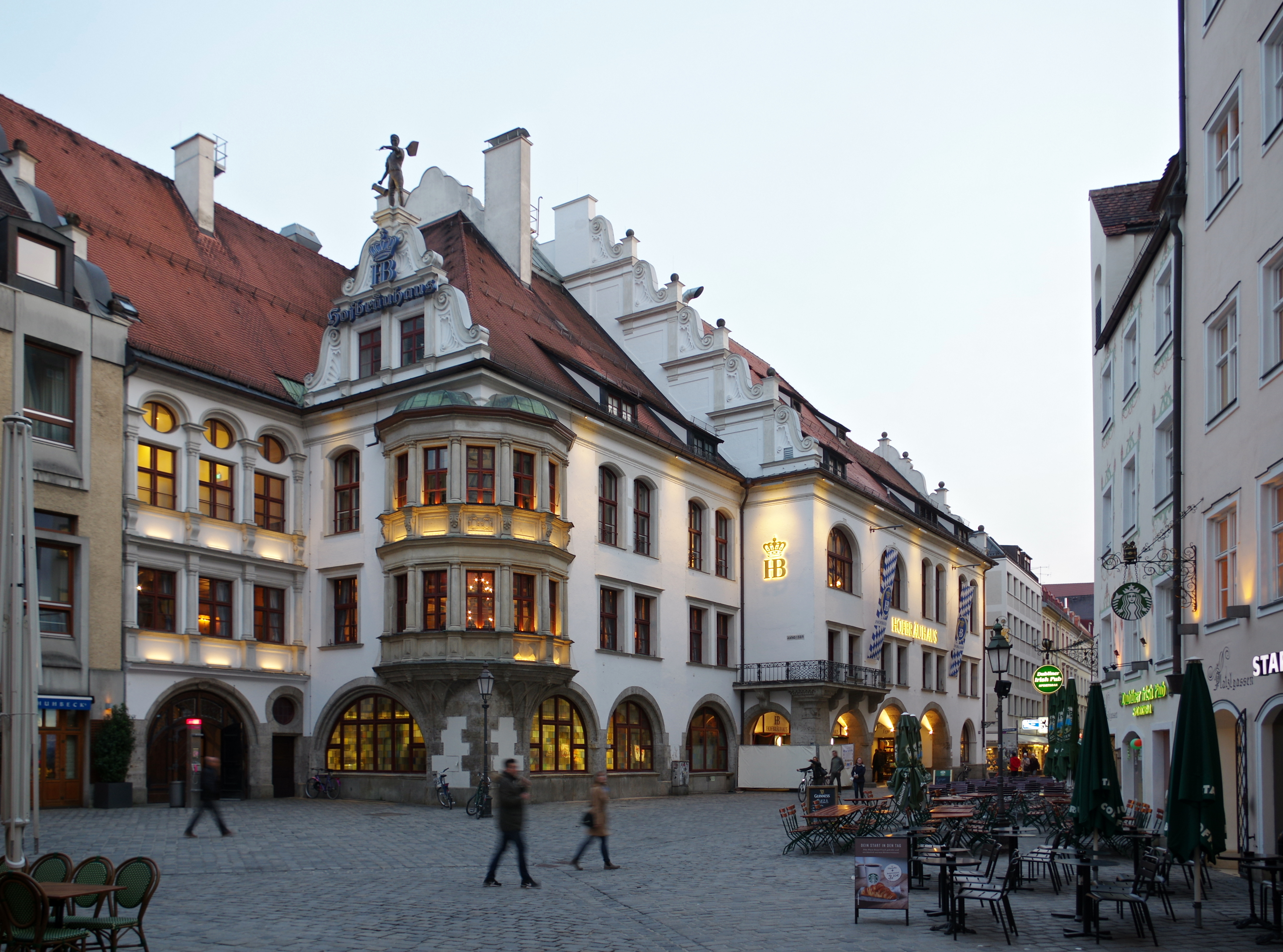
Hofbräuhaus München (1897)

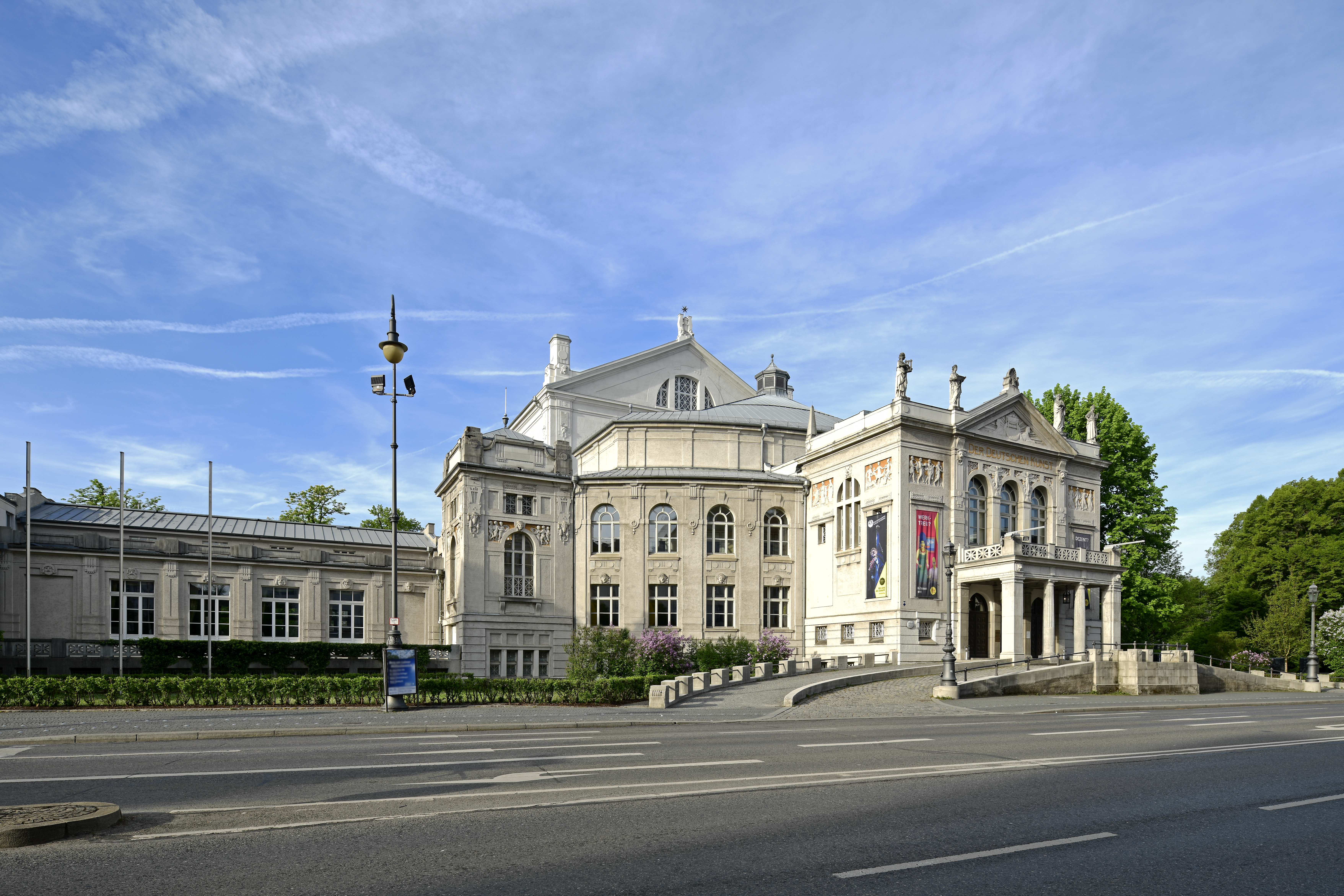
Prinzregententheater München (1901)

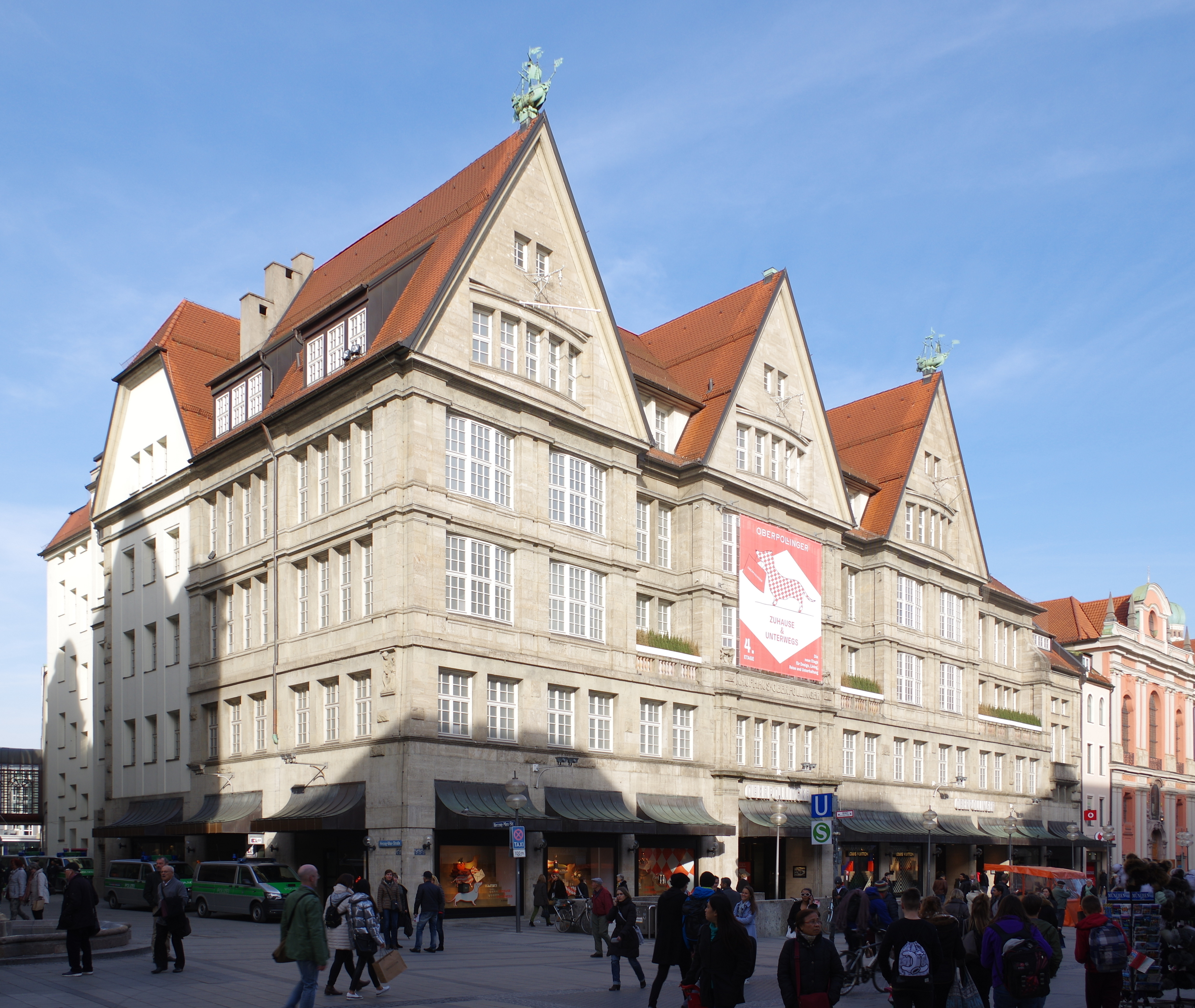
Kaufhaus Oberpollinger München (1905)

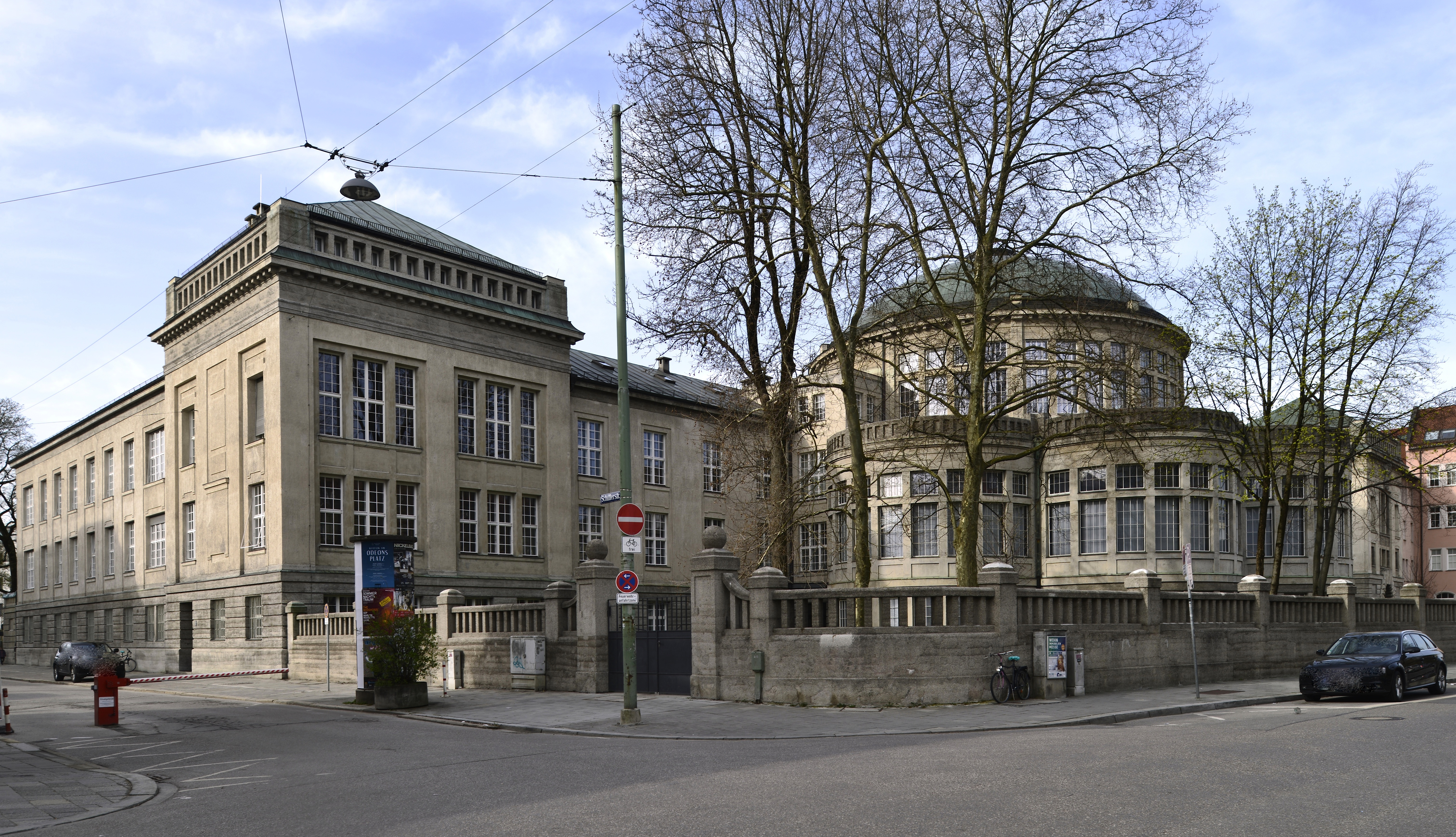
Anatomische Anstalt München (1908)

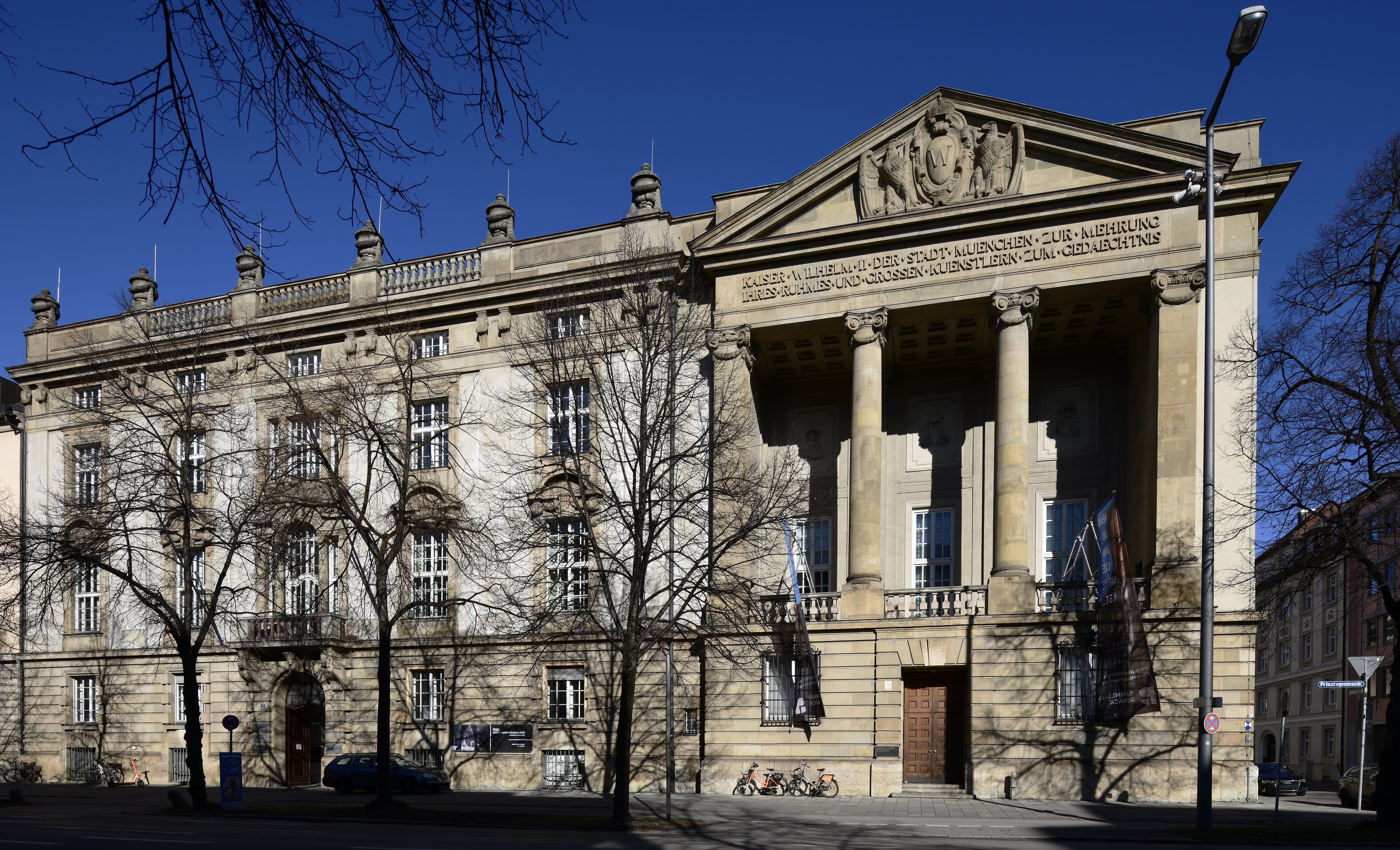
Sammlung Schack München (1909)

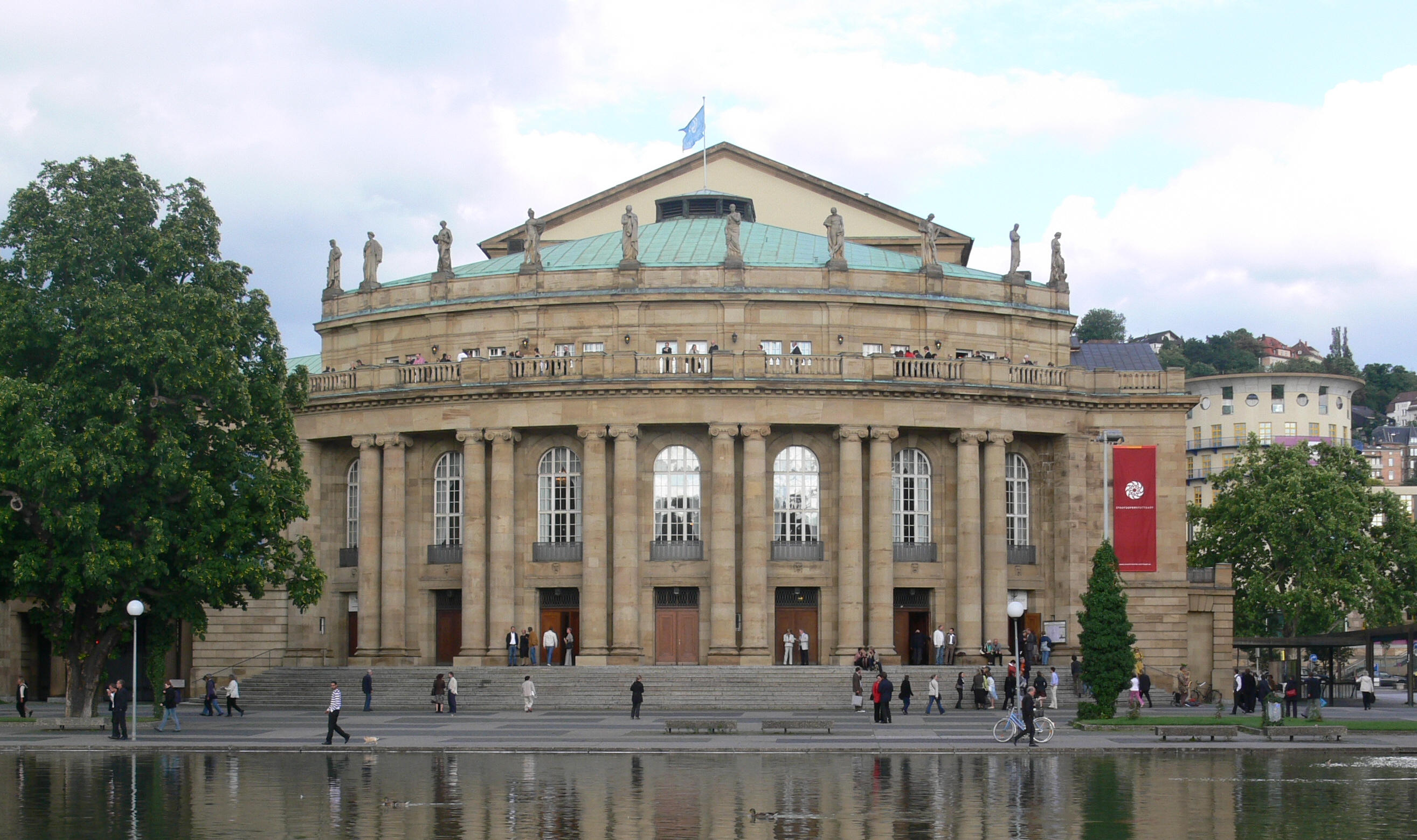
Staatsoper Stuttgart (1912)

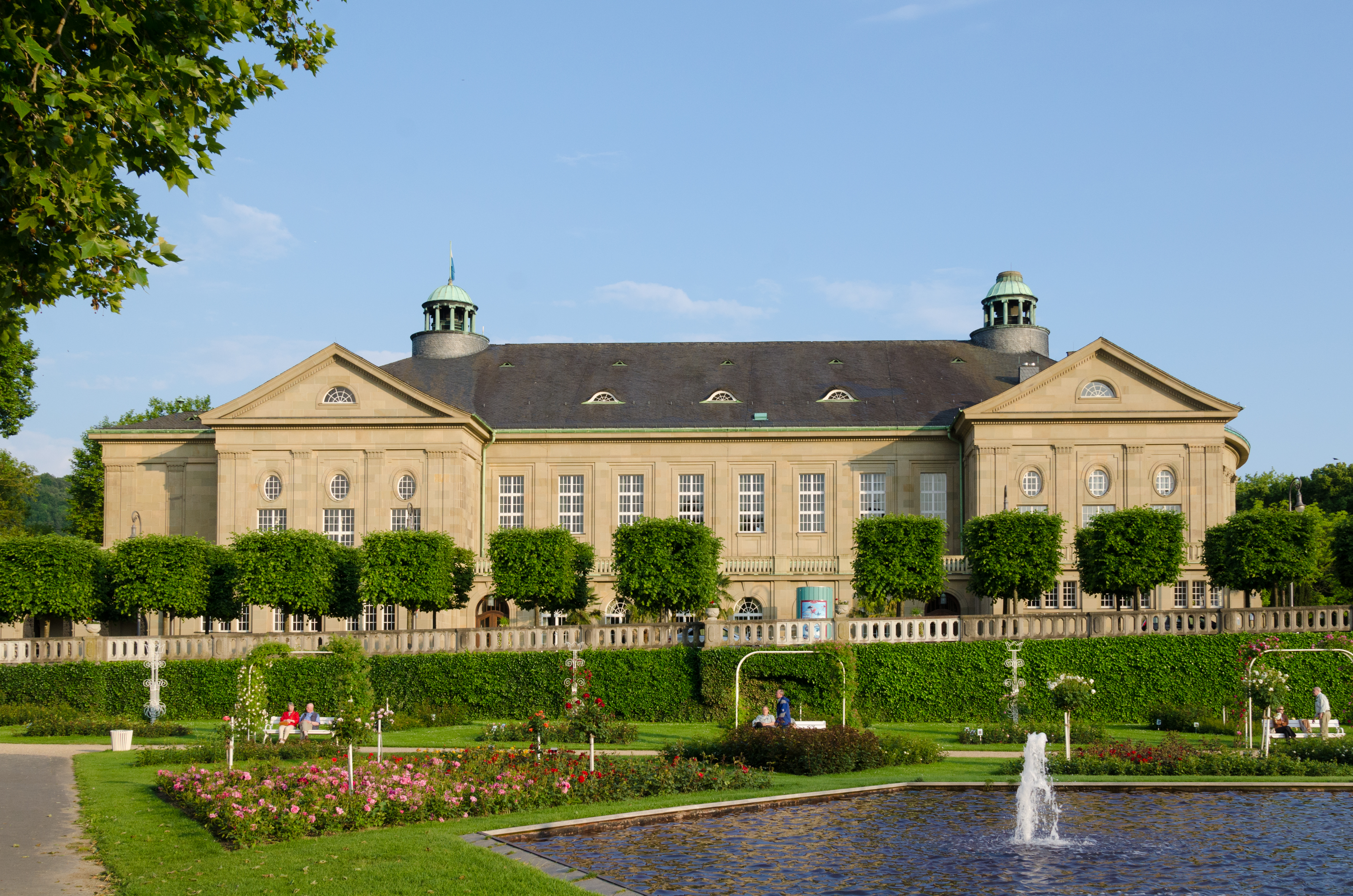
Regentenbau Bad Kissingen (1913)

### Bauten (Auswahl)
- um 1890: Kaufhaus Gerstle in München, Tal 56
- 1890–1891: Mehrfamilienwohnhaus-Gruppe in München, Steinsdorfstraße
- 1892: Wohn- und Geschäftshaus in München, Rumfordstraße 48
- 1894–1895: Königliches Central-Taubstummen-Institut in München, Goethestraße 70 (heute Universitäts-Zahnklinik, verändert)
- 1895: eigenes Wohnhaus in München-Neuhausen, Linprunstraße (zerstört)
- 1896–1897: Königliches Hofbräuhaus am Platzl in München, Platzl 9 / Bräuhausstraße
- 1898–1899: Wohn- und Geschäftshaus, sog. „Orlando-Haus“ (mit „Café Orlando di Lasso“), in München, Platzl 4[7]
- 1898–1900: Königliches Kurhaus in Bad Reichenhall, Kurstraße (verändert, unter Denkmalschutz)
- 1899: Corpshaus des Corps Bavaria München, Am Platzl 5
- 1899: Corpshaus des Corps Franconia München, Am Platzl 7
- 1899–1900: Kurhotel in Bad Brückenau, Heinrich-von-Bibra-Straße 13 (unter Denkmalschutz)
- 1899–1900: evang. Christuskirche in München-Neuhausen, Dom-Pedro-Platz
- 1899–1901: Diesel-Villa, Höchlstraße 2 in München-Bogenhausen
- 1900–1901: Prinzregententheater mit Theater-Restaurant in München-Bogenhausen, Prinzregentenplatz (teilweise zerstört)[8]
- 1900–1901: Münchner Kammerspiele, Maximilianstraße 26 (Planung des Bühnenhauses in Hoflage), in Zusammenarbeit mit R. Riemerschmidt (Innengestaltung)
- 1901: Villa Littmann in München, Heilmannstraße 29, in der Villenkolonie Prinz-Ludwigs-Höhe
- 1902–1903: eigenes Wohnhaus, sog. Villa Lindenhof, in München-Bogenhausen, Höchlstraße 4
- 1903: Wohn- und Geschäftshaus Fischer (später mit „Café Feldherrnhalle“) in München, Theatinerstraße 38 (verändert)
- 1903–1904: Umbau und Erweiterung des Hotels „Vier Jahreszeiten“ in München, Maximilianstraße 17/19 (unter Denkmalschutz)
- 1904–1905: Warenhaus Oberpollinger in München, Neuhauser Straße 44 (verändert)
- 1904–1905: Warenhaus für die Hermann Tietz OHG in München, Bahnhofplatz 7 (verändert)
- 1904–1905: Königliches Kurtheater in Bad Kissingen, Theaterplatz
- um 1905: Büro- und Geschäftshaus des Verlages Knorr & Hirth GmbH in München, Sendlinger Straße 80 (verändert)
- 1905–1906: Schiller-Theater mit Theater-Restaurant in Charlottenburg, Bismarckstraße 110 (weitgehend zerstört)
- 1905–1907: Anatomie der Königlich Bayerischen Ludwig-Maximilians-Universität in München, Pettenkoferstraße 11
- 1906–1907: Gebäude der Dresdner Bank AG in München, Promenadeplatz 7 (verändert)
- 1906–1907: Großherzogliches Hoftheater, seit 1919 „Deutsches Nationaltheater“ in Weimar (verändert)[9]
- 1907–1908: Münchner Künstlertheater der Kunstgewerbe-Ausstellung München 1908 (zerstört)[10]
- 1907–1909: Palais der Preußischen Gesandtschaft und Schack-Galerie in München, Prinzregentenstraße 7–9
- 1908–1909: Stadttheater in Hildesheim, Theaterstraße 6 (stark verändert)
- 1909–1910: Stadttheater in Posen (heute „Teatr Wielki“)[11]
- 1909–1912: Königlich Württembergische Hoftheater in Stuttgart, Oberer Schlossgarten 6 („Kleines Haus“ (Schauspielbühne) 1944 zerstört, „Großes Haus“ (Opernbühne) 1983/84 restauriert)[12][13][14]
- 1910–1913: Erweiterungsbau an einen klassizistischen Pavillon auf Schloss Wilhelmsthal bei Eisenach, der Sommerresidenz der Weimarer Großherzoge.
- 1910–1913: Wandelhalle mit Brunnenhalle, Maxbrunnen und Regentenbau in Bad Kissingen, Am Kurgarten[15]
- 1911–1912: Zirkusgebäude für den „Zirkus Sarrasani“ (Hans Stosch-Sarrasani) in Dresden-Neustadt, Königin-Carola-Platz (zerstört)
- 1912–1913: Villa für den Kunsthändler Otto Bernheimer in Feldafing, Höhenbergstraße 9 (unter Denkmalschutz)
- 1913–1918: Stadttheater in Bozen (Südtirol, Italien) (1943/1944 zerstört)
- 1921–1922: Umbau des Kurhauses in Bad Schachen bei Lindau (Bodensee), Bad Schachen 1 (unter Denkmalschutz)
- 1921–1922: Wohnhaus für den Bankier Richard Pohl in Berlin-Pichelsberg, Heerstraße
- 1922–1923: Bankgebäude der Disconto-Gesellschaft AG (später Eigentum der Bayerischen Landesbank) in München, Brienner Straße 16
- 1924: Strandbad in Bad Schachen bei Lindau (Bodensee), Bad Schachen 4 (unter Denkmalschutz)
- 1924–1925: Umbau des sog. „Ansitz Bocksberg“ (als eigenes Wohnhaus) bei Bichl (Loisachtal)
- 1926–1927: staatliches Kurhausbad in Bad Kissingen, Prinzregentenstraße 6 (unter Denkmalschutz)
- 1926–1928: Landestheater (1949–1990 „Friedrich-Wolf-Theater“, jetzt „Landestheater Mecklenburg“) in Neustrelitz (erheblich verändert)
- 1927–1928: Staatlich-Städtisches Kurmittelhaus in Bad Reichenhall, Salzburger Str. 7 (verändert, unter Denkmalschutz)[16]
- um 1929 (?): Druckerei des Verlages Knorr & Hirth GmbH in München

### Schriften (Auswahl)
- Das Charlottenburger Schiller-Theater. Bruckmann, München o. J. (ca. 1906).
- Das Münchner Künstlertheater. Werner, München 1908.
- Das Großherzogliche Hoftheater in Weimar. Denkschrift zur Feier der Eröffnung. Werner, München 1908.
- Die Königlichen Hoftheater in Stuttgart. Koch, Darmstadt 1912.

## Literatur

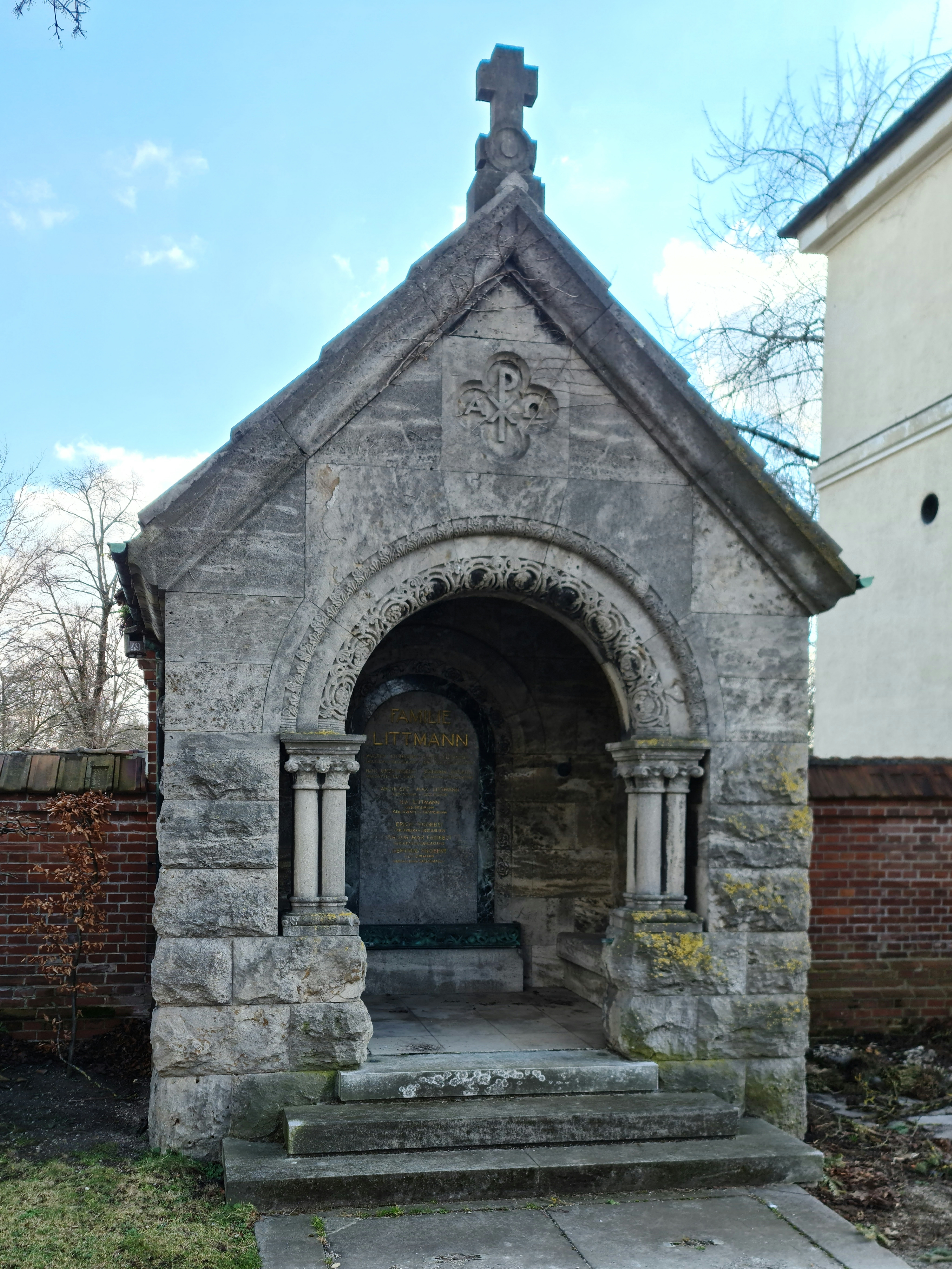
Littmanns Grabkapelle auf dem Münchner Nordfriedhof